# Der kleine Magier
Der kleine Magier ist ein polnisch-kanadischer Kinderfilm aus dem Jahr 1987. Er ist der vierte Teil der kanadischen Tales-for-all-Filmreihe.

## Handlung

### Thematik
Ein Außenseiter entdeckt seine telekinetischen Fähigkeiten. Dadurch wird er noch mehr von der Gesellschaft ausgeschlossen, weil diese sich vor seinen Fähigkeiten fürchten. Erst durch die Freundschaft mit einem anderen Genie lernt er seine Kräfte zu kontrollieren.

### Einleitung
Peter spielt bei einem Eishockey-Spiel mit. Doch er muss die ganze Zeit auf der Reservebank sitzen. Er wird von den Anderen nicht als vollwertiger Mitspieler angenommen. Frustriert verlässt er die Mannschaft. Am selben Abend besucht Peter zusammen mit seiner Familie eine Zaubershow. Dies begeistert ihn so sehr, dass er auch Magier werden möchte.

### Hauptteil
Peter besorgt sich Bücher über Magie und Spiritualität. Von seinem Mitschüler wird Peter deswegen ausgelacht, doch er lässt sich nicht von seinem Ziel abhalten. Und so beginnt er tatsächlich übersinnliche Fähigkeiten zu entwickeln. Er kann Dinge bewegen, ohne sie zu berühren. Doch er kann seine Kräfte nicht kontrollieren, und so wird auch vieles dabei zerstört.
Um sich bei seinen Mitschülern beliebter zu machen, demonstriert Peter seine Fähigkeiten. Dies macht wiederum die Erwachsenen auf ihn aufmerksam, und viele Eltern verbieten ihren Kindern den Umgang mit ihm, weil sie sich vor seine Fähigkeiten fürchten.
Als Peter dann auch noch von einer Geburtstagsparty ausgeschlossen wird, macht ihn das richtig wütend. Mit seinen Kräften boykottiert er die Party und wird dabei entdeckt. Auf seiner anschließenden Flucht richtet er großen Sachschaden an. So werden auch die Behörden auf ihn aufmerksam, und er wird in ein Krankenhaus gebracht. Im Krankenhaus werden verschiedene Untersuchungen an ihm gemacht, doch die Ärzte können nichts an ihm feststellen. Deswegen soll er am nächsten Tag am Kopf operiert werden. Als Peter dies erfährt, flüchtet er aus dem Krankenhaus.
Auf seiner Flucht trifft er auf Alexander. Alexander ist ein junger Cello-Virtuose. Der Junge ist der erste Mensch, der Peter versteht, weil er selbst ein Genie ist. Alexander bringt Peter bei, dass das wichtigste bei einer Begabung die Übung ist. So lernt Peter von ihm, wie er seine Kräfte kontrollieren kann.
In der Zwischenzeit bahnt sich in der Stadt eine Katastrophe an. Das Militär hatte mit dem Hubschrauber einen militärischen Sprengstoff transportiert. Doch der Behälter mit dem Sprengstoff ist aus dem Helikopter in ein Fabrikgebäude gefallen. Sobald der Sprengstoff aus dem luftdichten Behälter austritt, wird er explodieren. Durch den Aufprall ist ein kleines Leck entstanden, aus dem etwas von der Flüssigkeit auszutreten droht. Daher kann der Behälter nicht geborgen werden.

### Schluss
Die Behörden wenden sich nun an Peters Umfeld, damit er mit seinen telekinetischen Kräften die Bergung durchführt. Dank der Unterstützung von Alexander gelingt es ihm auch. Anschließend hilft Peter wiederum Alexander, den Chef der Konzertveranstaltung davon zu überzeugen, dass Alexander im Konzert einen Solo-Auftritt mit dem Cello bekommen darf. So kann dieser bei einem Konzert auftreten und sein Talent beweisen. Nachdem Alexander auf dem Cello das Opus 104 von Antonín Dvořák gespielt hat, applaudiert das Publikum und es fliegen Blumen auf die Konzertbühne. Der Moment, als Peter darauf eine rote Blume in die Hand nimmt und zu Alexander geht, wird als Bild im Abspann festgehalten. Im Abspann wird die englische Version des Liedes Przyjaciel wie von Krzysztof Antkowiak und Jarosław Bułka mit dem Titel We'll live together abgespielt. Während die polnische Textversion dieses Liedes von Jacek Cygan erstellt wurde, wurde die englische Textversion von Howard Forman hervorgebracht.

## Analyse
Der Film ist in zwei Ebenen aufgeteilt: in eine Fantasywelt, in der die Hauptperson Peter magische Fähigkeiten entwickelt, und die Realitätswelt im Film mit einer Gesellschaft, die Leute ausschließt, weil diese nicht so sind wie die Norm es verlangt.
Die Hauptperson muss einen schweren Lernprozess durchlaufen, bis Peter einen Freund findet, der in einer ähnlichen Situation ist, weil auch er als Genie von der Gesellschaft misstrauisch betrachtet wird. So lernt Peter seine Kräfte zu kontrollieren, um sich schließlich in die Gesellschaft integrieren zu können.

## Kritiken
- Die Zeitschrift Cinema bezeichnet den Film als „pfiffigen Spaß“.
- film-dienst: Flott erzählter Science-Fiction-Kinderfilm, der sich ganz auf die Sichtweise der kindlichen Protagonisten einläßt. Voller Action und Slapstick, erzählt er zugleich von den Problemen heutiger Kindheit, ohne je in Belehrungen zu verfallen.[4]

## Auszeichnungen
- 1987 gewann Waldemar Dziki für Der kleine Magier den Cinekid-Filmpreis.
- Außerdem gewann er 1987 beim polnischen Film Festival den Silbernen Löwen und für das Beste Produktions-Design.
- 1988 wurde der Film für drei Genie Awards nominiert, nämlich für den besten Ton, den besten Tonschnitt und den besten Original-Song.